# Tibitin manu
Tibitin manu is een zakpijpensoort uit de familie van de Styelidae. De wetenschappelijke naam van de soort werd in 1987 voor het eerst geldig gepubliceerd door het echtpaar Claude en Françoise Monniot.